# Biserica de lemn din Sârbi, Hunedoara

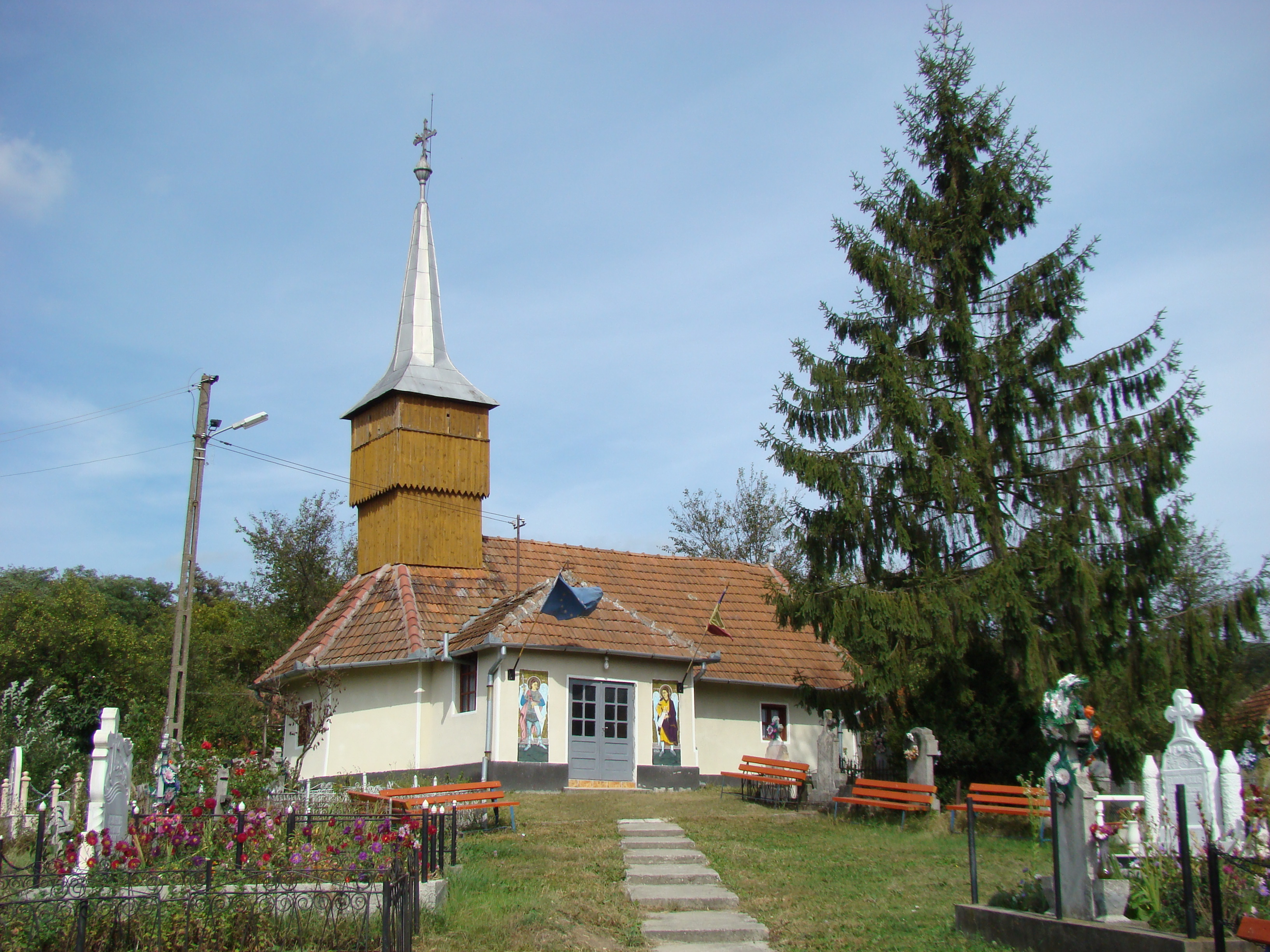
Biserica de lemn „Sfinții Arhangheli Mihail și Gavriil” din Sârbi, comuna Ilia, județul Hunedoara, foto: septembrie 2009.

Biserica de lemn din Sârbi, comuna Ilia, județul Hunedoara a fost ridicată în sec.XVIII. Are hramul „Sfinții Arhangheli Mihail și Gavril” (8 noiembrie) și nu figurează pe noua listă a monumentelor istorice.

## Istoric
La biserica „Sfinții Arhangheli Mihail și Gavriil” din satul Sârbi elementele originare, de la începutul secolului al XVIII-lea, se ascund sub înfãțișarea pe care i-au imprimat-o lãcașului lucrãrile de primenire din anii 1945 și 1984. Este un edificiu de plan dreptunghiular, cu altarul și pronaosul nedecroșate, poligonale cu trei laturi; în dreptul unicei intrări sudice și-a fãcut apariția un pridvor închis de zid. Tradiția îi plaseazã începuturile în preajma anului 1700, când, datorită pustiirii satului de cãtre turci, întreaga vatrã a satului ar fi fost mutatã pe locul actual, fiind necesară astfel și ridicarea unei noi biserici;antimisul din anul 1703 si clopotul din 1714 susțin, în acest caz, memoria strãbunilor. 
La sfârșitul secolului al XIX-lea, șița acoperișului s-a înlocuit cu țiglã, iar arcadele foișorului scund al turnului-clopotnițã, prevãzut cu o fleșă zveltă, învelitã cu tablã, au fost înfundate cu scânduri. Sub stratul de tencuialã interioarã și exterioară, aplicat cu același prilej, se pot ascunde bogate ornamente sculpturale și fragmente ale unui vechi decor iconografic degradat; reparat în anii 2001-2003, lãcașul a fost repictat în perioada 2003-2004, în tehnica “tempera grasã”, de Emil Goțiu din Ilia. Execuția registrului icoanelor împãrãtești, asociată cu ampla renovare din 1802 (tradiția locală îi conferă caracterul de rectitorire), a fost atribuită zugravului de la Valea Lungă, pe nume Ioan (era poreclit, probabil, Urean cel Tânãr); intervenția “pictorului” Franz din Toc (jud. Arad), din anul 1904, nu a alterat, de această dată, calitatea execuției originale. Lãcașul apare menționat în tabelele conscripțiilor din anii 1733, 1750, 1805 și 1829-1831, precum și  pe  harta iosefină a Transilvaniei (1769-1773).

## Imagini din exterior

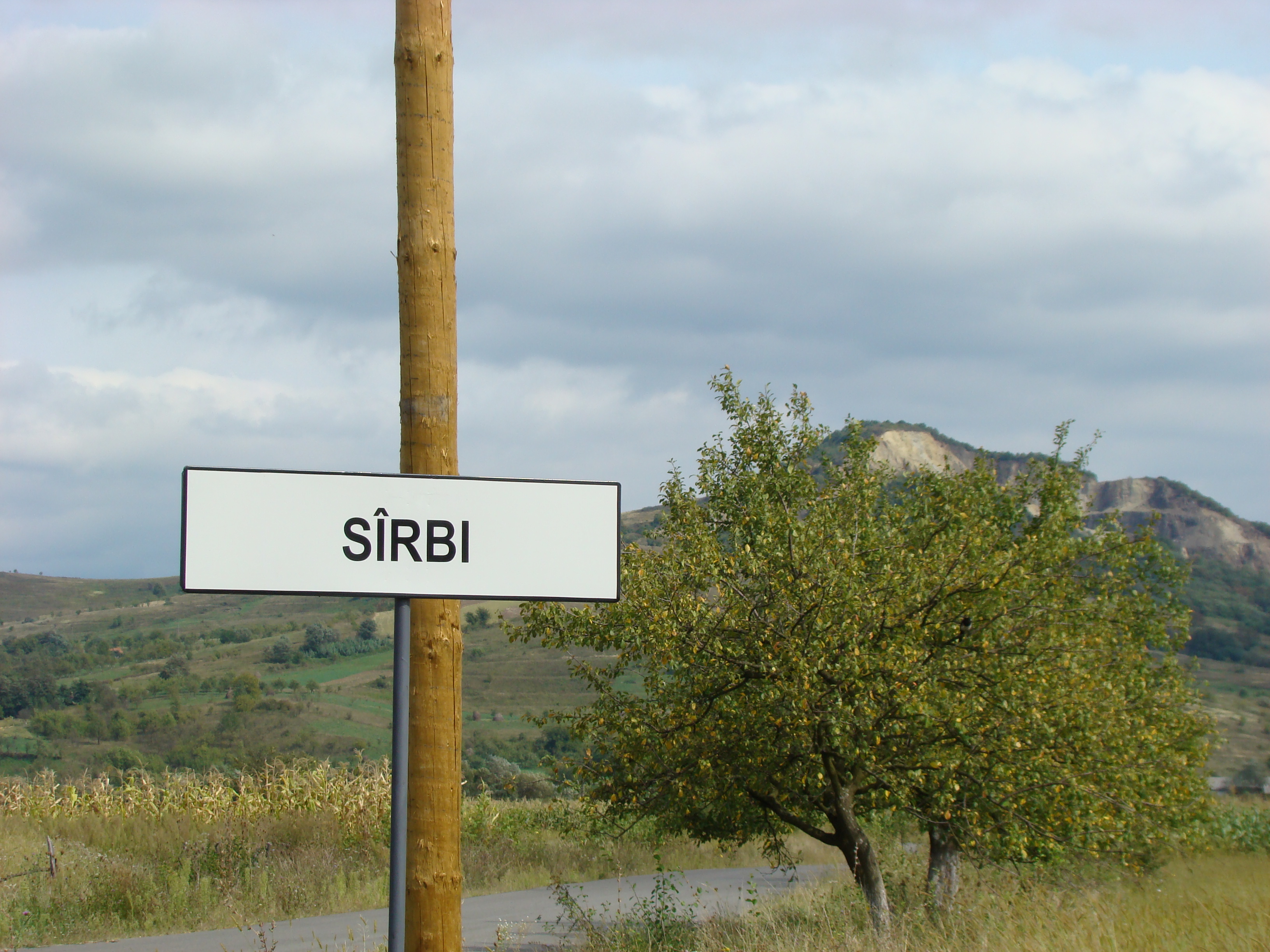
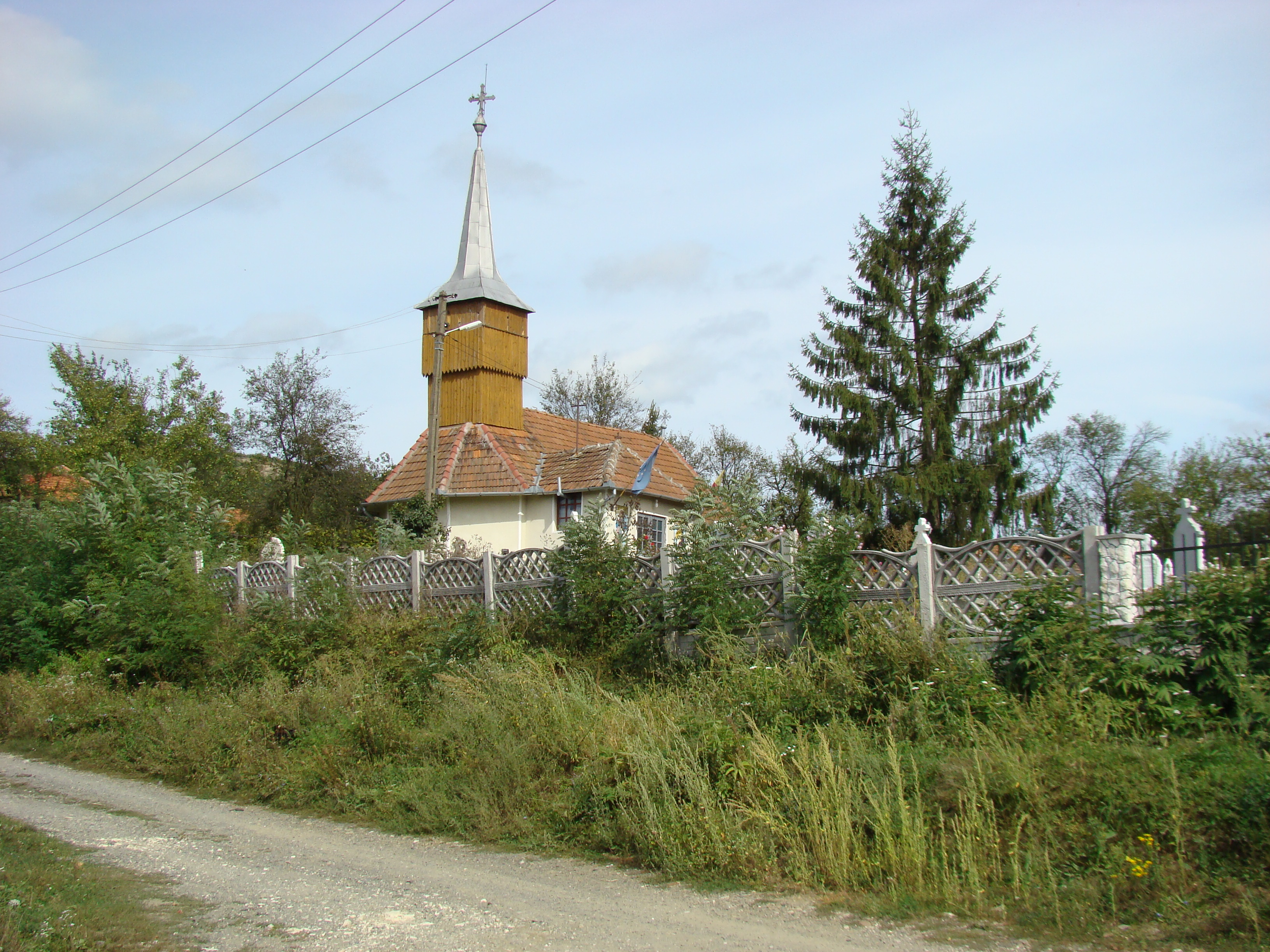
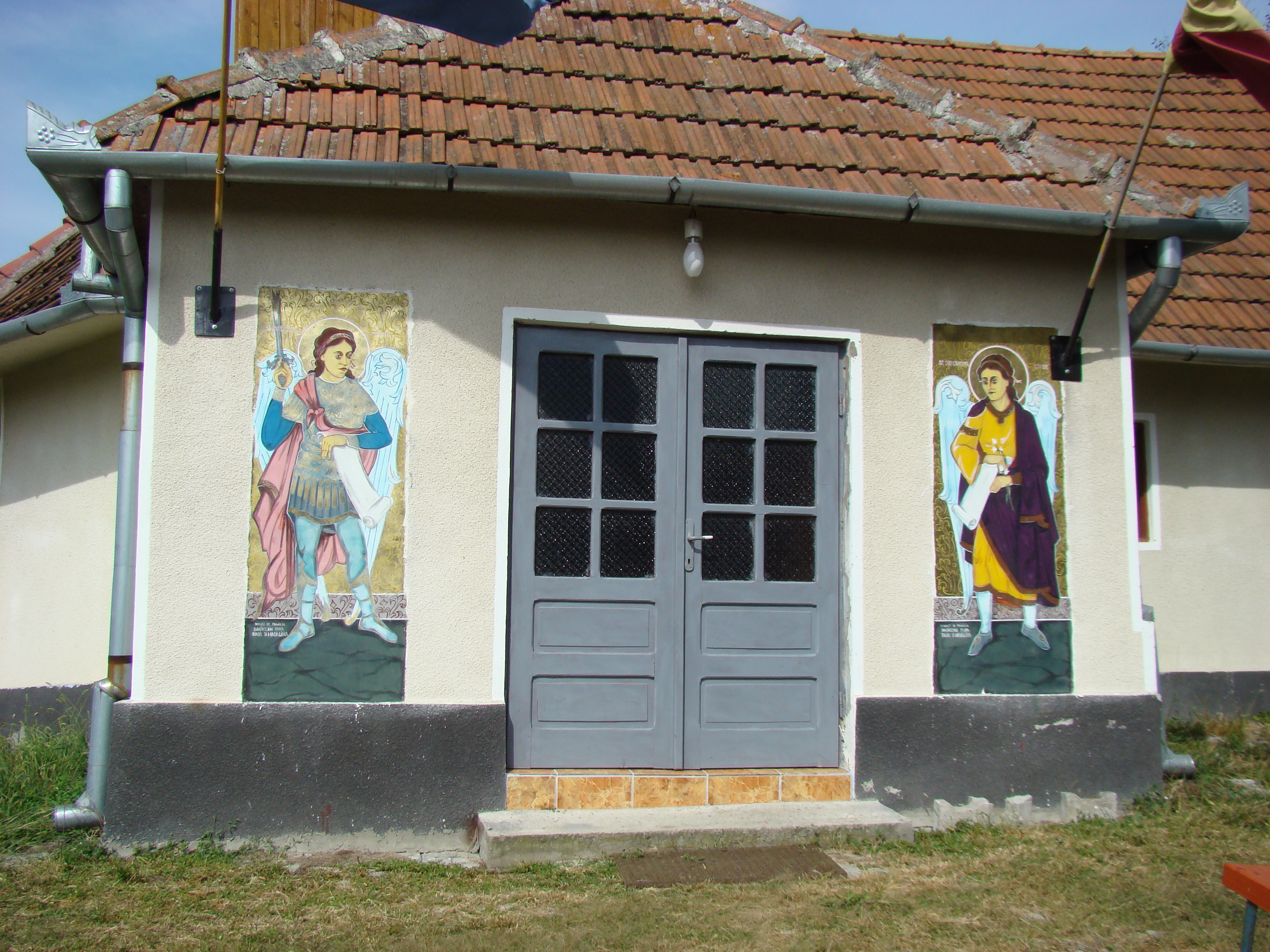
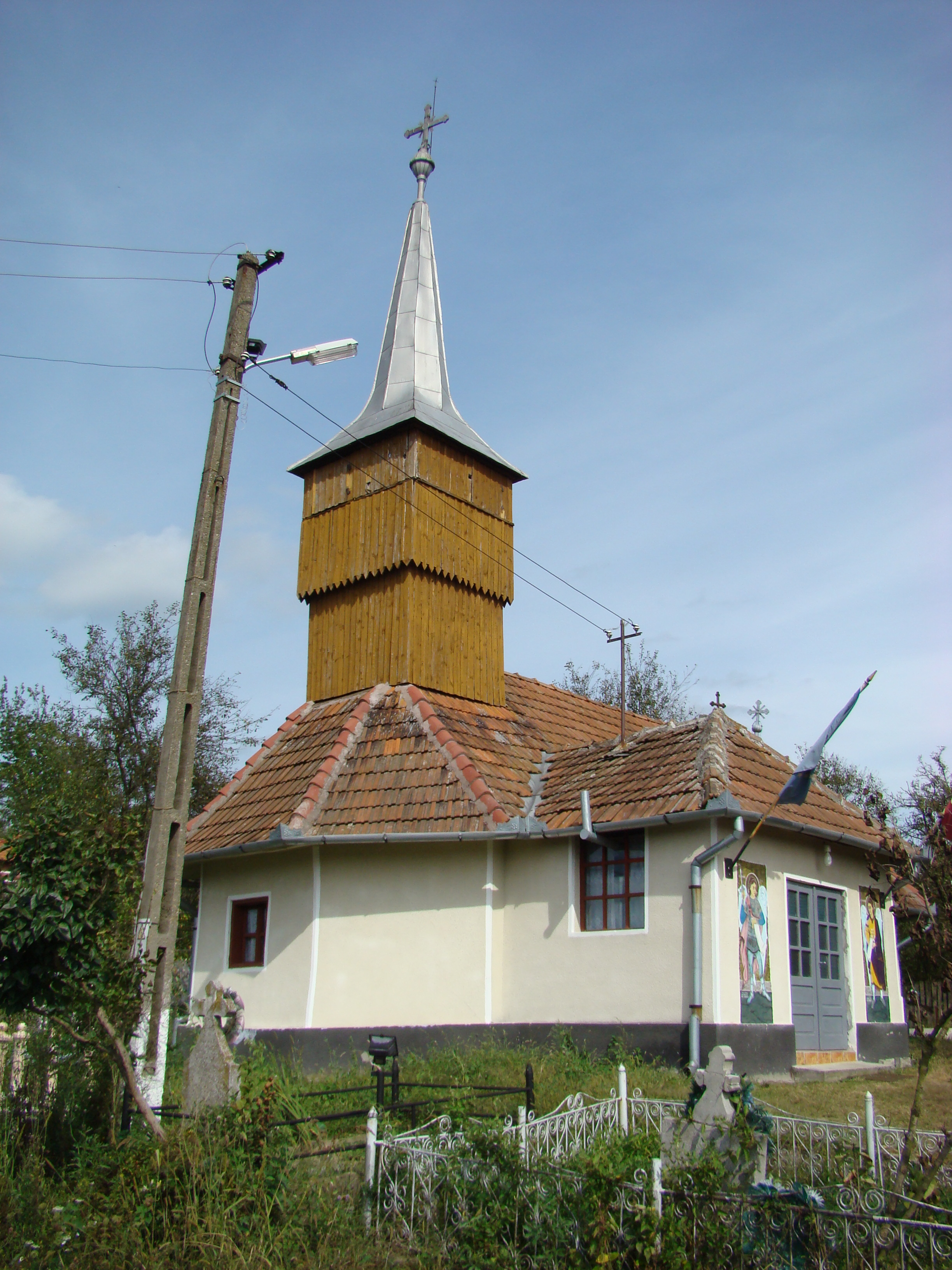
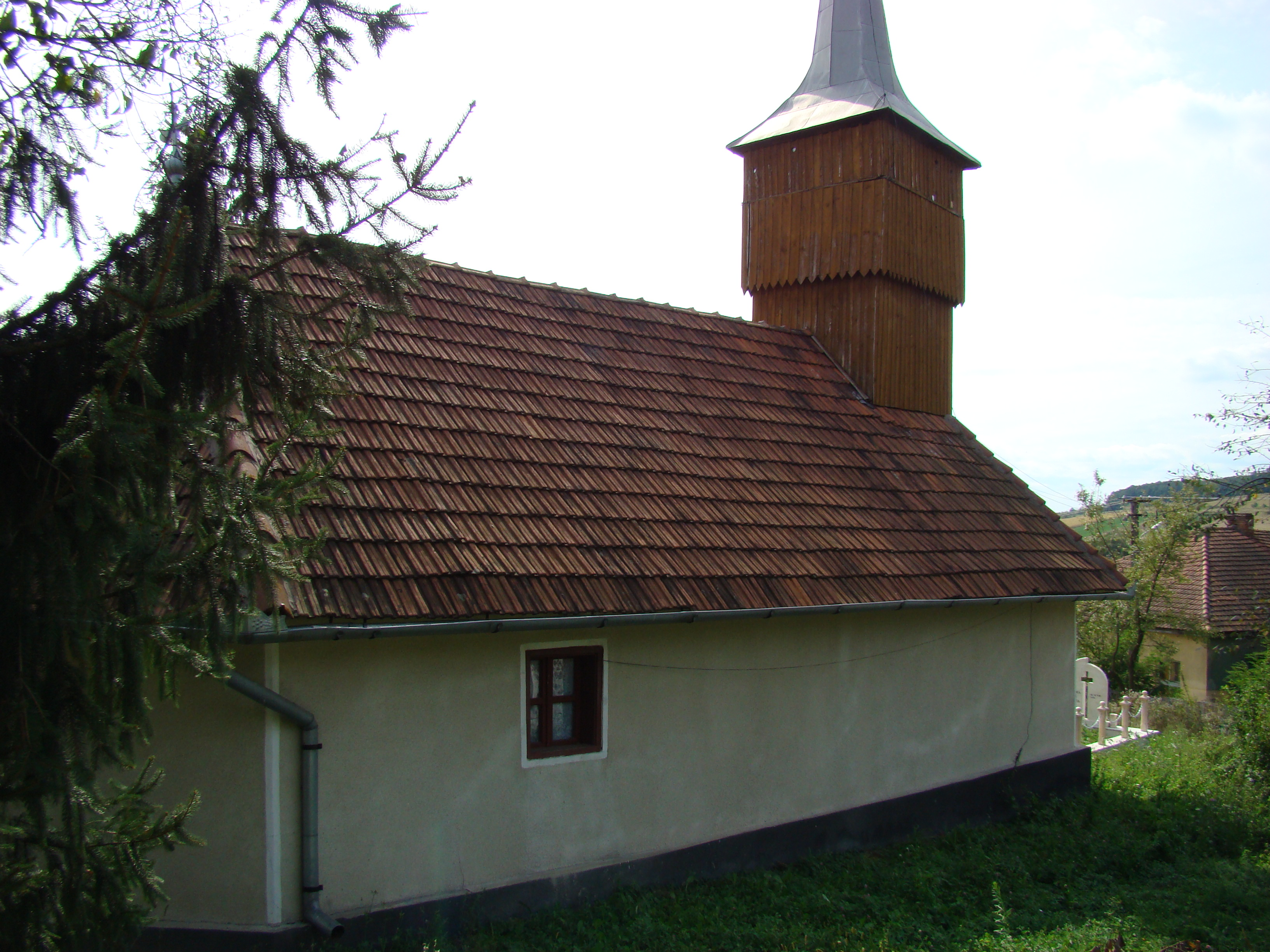
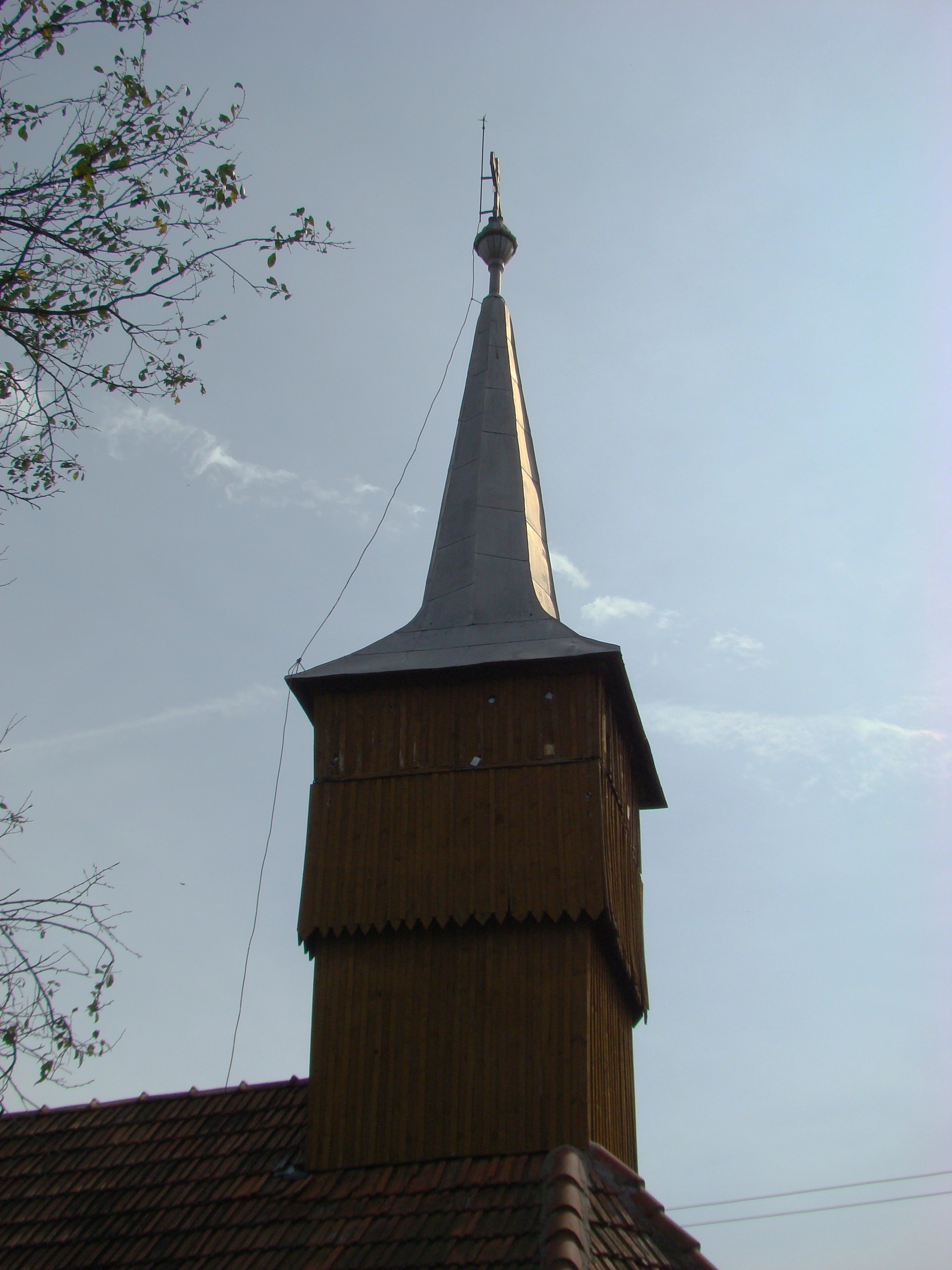
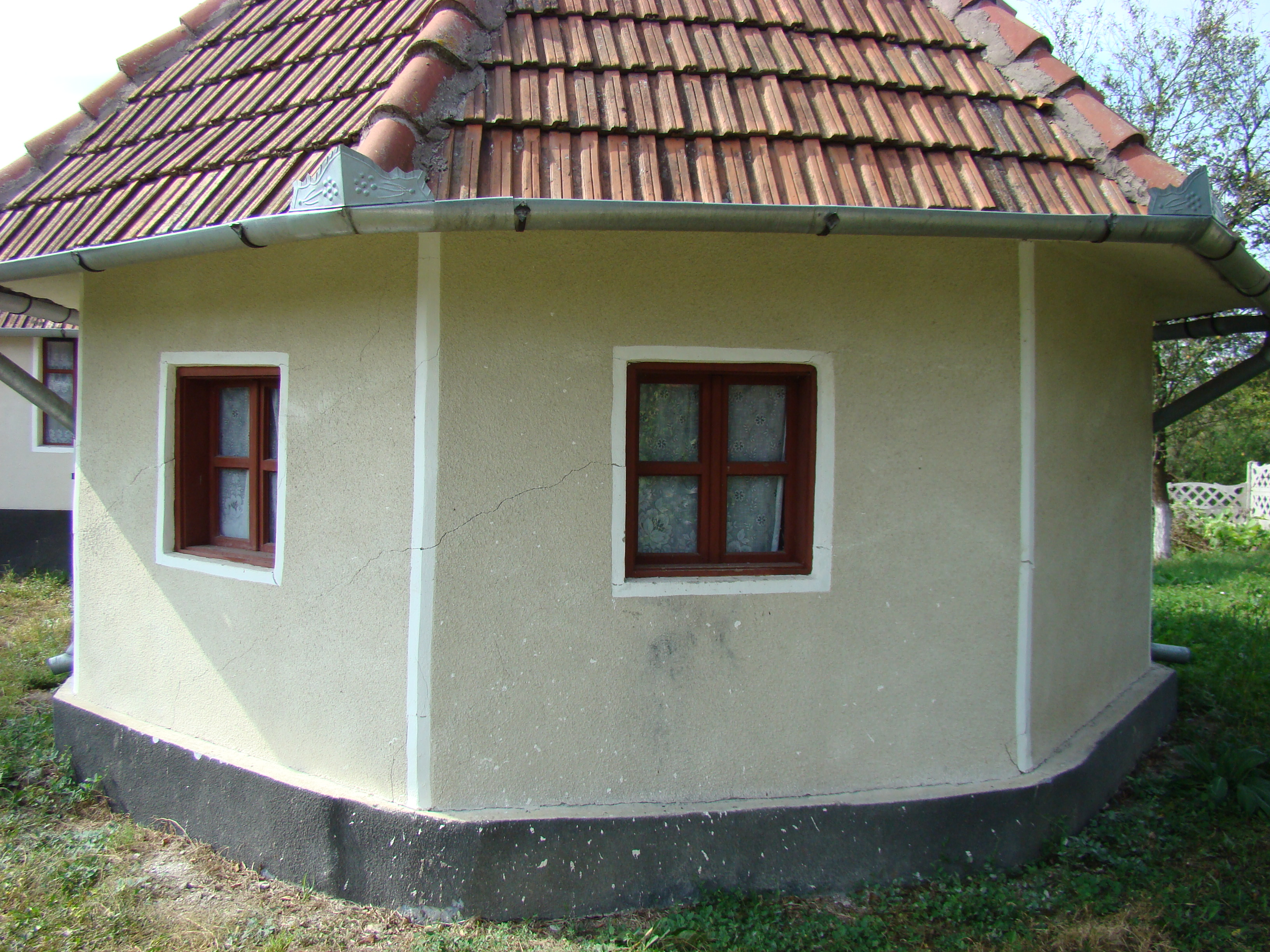
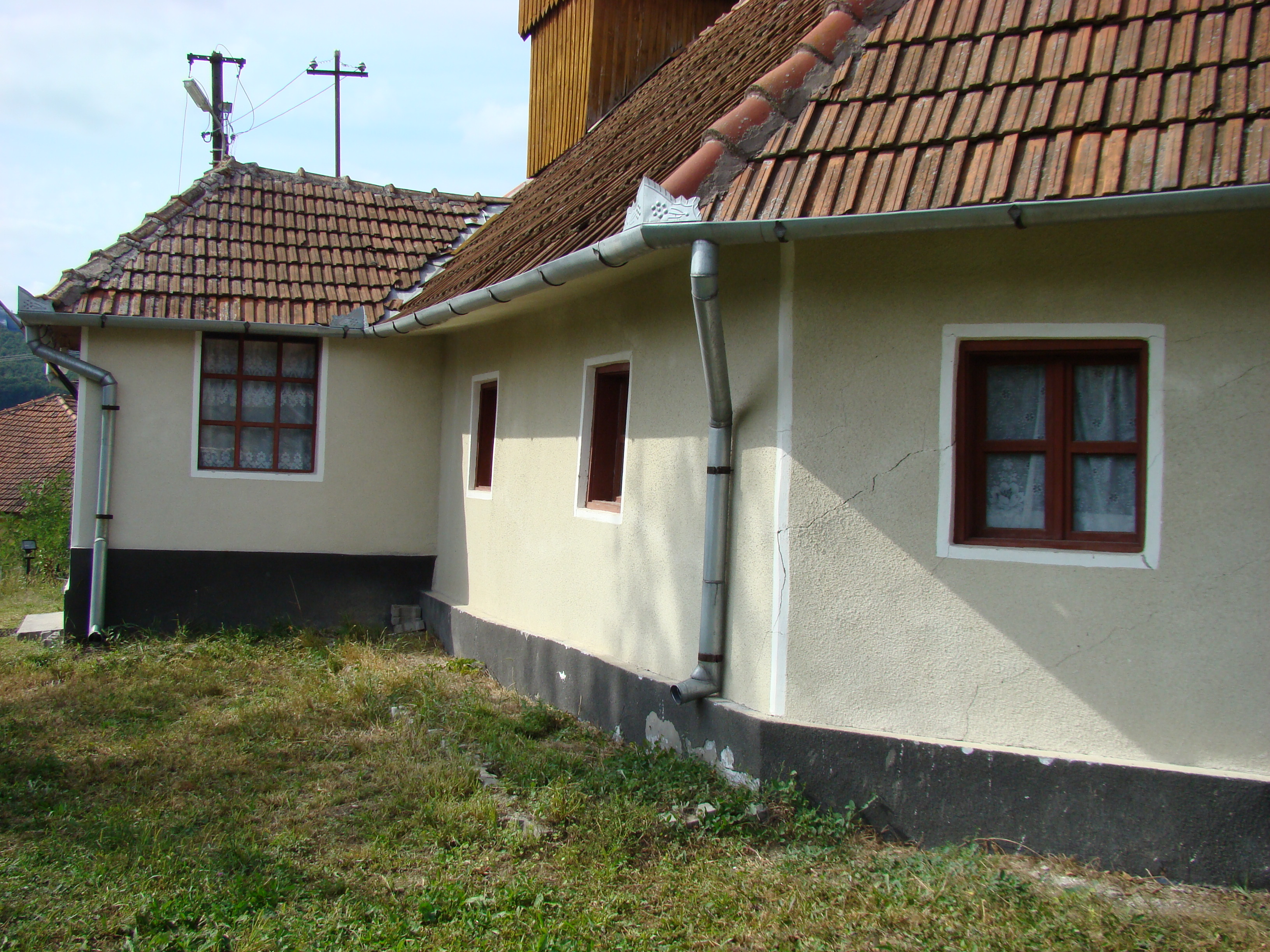